# Allancastria deyrollei
Espèce
Allancastria deyrollei est une espèce de lépidoptères de la famille des Papilionidae et de la sous-famille des Parnassiinae.

## Dénomination
L'espèce Allancastria deyrollei a été décrite par l'entomologiste français Charles Oberthür en 1869.
Comme les autres espèces du genre Allancastria, elle est placée par certains auteurs dans le genre Zerynthia (et s'appelle alors Zerynthia deyrollei).

### Sous-espèces
- Allancastria deyrollei deyrollei
- Allancastria deyrollei eisneri Bernardi, 1972[2]

## Description
L'imago d’Allancastria deyrollei est un papillon de taille moyenne, au fond blanc à blanc ocré orné de marques noires et d'une ligne de festons submaginaux et de quelques points rouges aux postérieures.

## Biologie

### Phénologie
Allancastria deyrollei vole en une seule génération annuelle, de mars à mai.

### Plantes-hôtes
Ses plantes-hôtes sont des aristoloches : Aristolochia mauronum et Aristolochia paecilantha.

## Distribution
L'espèce est présente en Asie Mineure, au Liban et en Syrie.